# Llac Becharof
El Llac Becharof és un llac de 60 km de longitud que es troba a la península d'Alaska, uns 37 km al sud-est d'Egegik, a la serralada Aleutiana. El llac Becharof és el segon llac més gran d'Alaska, després del llac Iliamna, i el catorzè dels Estats Units. Va ser batejat el 1868 pel naturalista W. H. Dall.

## Història

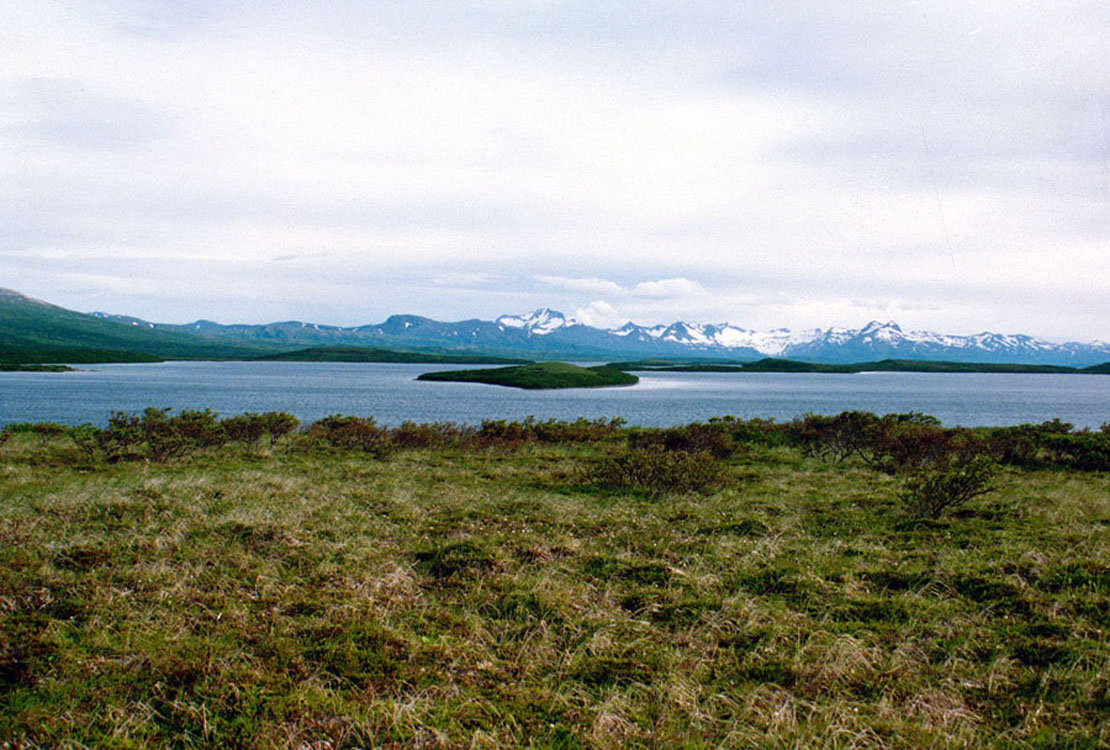
Becharof Refuge Lake

El navegant rus Dmitri Botxarov, de l'Armada Imperial Russa, explorà l'illa de Kodiak el 1788. El 1791 va tornar a Alaska i a finals de la primavera d'aquell mateix any el director en cap de la Companyia Xélikhov-Gólikov a l'Amèrica russa, Aleksandr Baranov, va ordenar-li emprendre una exploració de la costa nord-oest de la península d'Alaska, des del seu extrem sud fins a la badia de Bristol. Les ordres el van dur a buscar un pas a través de la península per arribar a prop de Kodiak.
Va partir d'Unalaska, en petits bots de pell, i una tripulació formada per entre 20 i 30 homes que van navegar i remar tot seguint la costa nord-oest de la península d'Alaska fins a la badia de Bristol. Un cop allí, i a través del riu Egegik, va arribar fins a un gran llac interior que posteriorment duria el seu nom, tot i que modificat a partir de la pronúncia americana. L'estiu de 1791 va fer una primera exploració del llac, la qual li va permetre passar fins al Pacífic i continuar fins a Kodiak, on va informar de les seves descobertes a Baranov.
El Departament d'Hidrològia de Rússia va publicar el nom "Oz(ero) Ugashek" en el mapa 1455 de 1852.
La compra d'Alaska de 1867 va transferí el territori de l'Imperi Rus als Estats Units d'Amèrica. El naturalista William Healey Dall de la Smithsonian Institution, posteriorment Auxiliar Interí del United States Coast Survey, va batejar el llac el 1868.